# Литургия в Англиканской церкви
Литургия или Святое Причастие, Святая Коммуния  (англ. Holy Communion), также  Вечеря Господня (англ. Lord's Supper), раньше переводилось также как обедня или также как у римокатоликов Святая Месса (англ. Holy Mass), сейчас часто также называется Святая Евхаристия (англ. Holy Eucharist) — богослужение Англиканской Церкви, во время которого совершается таинство евхаристии.

## История и догматическое обоснование
В ходе английской Реформации понимание литургии существенно изменялось несколько раз. «Книга епископов» (1537) и «Шесть статей» (1539) сохраняли католический взгляд на мессу: признавалось пресуществление, причащение мирян только под одним видом, дозволялись частные мессы. Непризнание «Шести статей» приравнивалось к преступлению, наказание за которое варьировалось от штрафа или тюремного заключения до смертной казни. Такое положение сохранялось до смерти Генриха VIII.
В царствование Эдуарда VI Англиканская церковь решительно порвала с католическим наследием. Томас Кранмер разработал на основе латинских богослужебных книг (Миссал, Бревиарий, Ритуал и проч) единую богослужебную книгу для Церкви Англии — Книгу общих молитв (первый вариант — 1549, второй исправленный — в 1552 году). В том же 1552 году Кранмер завершил работу над вероучительным документом — «Сорока двумя статьями», содержавшим догматическое обоснование произошедших богослужебных изменений. «42 статьи» получили одобрение Эдуарда VI в 1553 году, но так и не были введены в действие. После смерти короля его преемница Мария Тюдор восстановила богослужебные чинопоследования в том виде, в каком они существовали на момент Генриха VIII, а затем воссоединила Англиканскую церковь с Католической.
После смерти Марии её сестра Елизавета I вновь ввела в действие Книгу общих молитв 1552 года (1559), сделав её обязательной Актом о единообразии. Догматическое изложение учения Англиканской церкви было завершено изданием в 1563 году «Тридцати девяти статей».
39 статей излагает взгляд Англиканской церкви на евхаристию следующим образом.
- Евхаристия, вместе с крещением, является таинством, то есть «не просто внешним выражением или образом христианского исповедания, но явным свидетельством и действенным знаком милости и благоволения Божия к нам, укрепляющим и подтверждающим нашу веру в Него» (ст.25).
- Во время Вечери Господней все «праведно, достойно и с верою участвующие в таинстве» причащаются Тела и Крови Христовых (ст.28).
- В то же время «порочные и лишённые живой веры люди, хотя плотским и видимым образом и дробят своими зубами … таинство Тела и Крови Христовой, ни коим образом не являются причастниками Христовыми. Напротив, они вкушают и пьют столь великое таинство к собственному осуждению» (ст. 29)
- Теория пресуществления не принимается, так как «не может быть подтверждена Священным Писанием, противоречит ясным словам Писания, искажает природу таинства и даёт повод для многочисленных суеверий.» (ст.28) В связи с этим, не принимаются католические обычаи хранения запасных Даров, процессий с Дарами, поклонения Дарам (ст. 28).
- Истинность причащения Тела и Крови Христовых и одновременный отказ от теории пресуществления примиряются так: «Тело Христово даётся, принимается и вкушается на Вечере только в небесном и духовном смысле. Средство, которым Тело Христово принимается и съедается на Вечере, есть вера» (с. 28). Евхаристия принимается, таким образом, исключительно верой, без рассуждения о природе таинства.
- Духовенство и миряне причащаются одинаково — под двумя видами (ст.30).
- Католическое представление о бескровной жертве мессы решительно отвергается: «жертвоприношения месс, которые, как обычно утверждалось, священники приносили Христу за живых и мёртвых для исцеления и прощения грехов, являются богохульными байками и опасным обманом» (ст. 31)
- Евхаристия действительна для всех «с верою праведно принимающих таинства», даже если совершается недостойным священнослужителем, так как порочность последнего «не умаляет действия Христовых повелений и благодати даров Божиих» (ст. 26) Действительность таинства является следствием веры причащающегося, а не формы и буквы священнодействия.

Таким образом, Англиканская церковь в «39 статьях» утверждает действительность евхаристии как таинства и реальное причащение верных Тела и Крови Христовых. Вместе с тем, «39 статей» не содержат удовлетворительного догматического объяснения таинства, лишь отвергая (бескровная жертва, теория соприсутствия) или, мягче, не принимая католические представления (пресуществление). Такой подход позволяет мирное сосуществование в рамках Англиканской церкви различных трактовок евхаристии: пресуществление (по букве «39 статей» оно не принимается, но не отвергается), соединение в таинстве (консубстанция), воспоминание. Англиканское понимание евхаристии, таким образом, оказывается сложным симбиозом католических и лютеранских представлений, причём буква «39 статей» оставляет достаточно широкое поле для различных не всегда согласующихся друг с другом богословских теорий. При всём этом «Книга общих молитв», появившаяся практически одновременно с «39 статьями», жёстко определяет и точно предписывает форму и букву англиканских богослужений, в том числе литургии.
Во время Английской революции «Книга общих молитв», «Акт о единообразии» и «39 статей» перестали быть обязательными. После Реставрации Стюартов и восстановления государственной Церкви Англии эти документы были вновь изданы. Новая Книга общих молитв 1662 года, являющаяся по настоящее время официальной богослужебной книгой, в основном повторяет предыдущую версию 1552 года. Излагаемый ниже чин литургии приводится в соответствии с этой книгой.

## Литургия по Книге общих молитв 1662 года
Согласно «Книге общих молитв» литургия должна совершаться только, если о своём намерении причащаться заявят не менее трёх прихожан (не считая священника). В кафедральных соборах и университетских церквах, в которых служит более одного священника, все клирики обязаны причащаться, как минимум, каждое воскресенье. Таким образом, «Книга общих молитв» отказывается не только от католической практики частных месс, но даже от ежедневного совершения общественных месс. Литургия должна совершаться только при наличии необходимого числа причастников. Священник имеет право отказать прихожанину в участии в евхаристии, если знает о его нераскаянной грешной жизни. Книга общих молитв не содержит упоминания об алтаре, литургия совершается на «святом столе»
В данном разделе излагается порядок и чинопоследование литургии согласно Книге общих молитв 1662 года, остающейся базовой (а в Высокой церкви и единственной) богослужебной книгой в Англиканской церкви:
1 «Отче наш»
2 Неизменная коллекта: «Всемогущий Боже, Которому открыты все сердца, известны все желания, от Которого не сокрыта никакая тайна, очисти мысли сердец наших наитием Святого Духа, чтобы мы совершенно возлюбили Тебя и достойно величали Твое святое имя, через Христа, Господа нашего».
3 Священник напоминает народу десять заповедей, коленопреклоненные молящиеся отвечают после каждой заповеди: «Господи, помилуй нас и склони наши сердца к исполнению этого закона»
4 Коллекта о монархе и переменная коллекта дня
5 Чтение Апостола и Евангелия
6 Никейский Символ веры
7 Объявления, оглашения о предстоящих бракосочетаниях, королевские указы и проч.
8 Проповедь
9 Офферторий: священник читает избранные стихи из Писания, затем помещает на святой стол хлеб и вливает вино в потир; в это время происходит сбор пожертвований. Так как всякое упоминание о бескровной жертве было удалено, то никаких священнодействий и молитв в этот момент вообще не полагается.
10 1-я Интерцессия — молитва о «Церкви Христовой, земной и воинствующей»
11 Проповедь причастникам о необходимости достойного участия в предстоящем таинстве
12 Призыв причастников «приступить с верою, принять это святое таинство для утешения, и смиренно покаяться пред Всемогущим Богом, преклонив колена»
13 Священник и причастники преклоняют колена и читают установленную молитву общего покаяния: «Всемогущий Боже, Отче Господа нашего Иисуса Христа, Творец всего сущего, Судья всех людей! Исповедуем и оплакиваем наши бесчисленные грехи и беззакония, соделанные нами во всякое время мыслью, словом и делом против Твоего Божественного величия, вызывающие на нас Твои справедливые гнев и негодование. Мы искренне раскаиваемся и всем сердцем скорбим о наших беззакониях; мы печалимся, воспоминая о них, и не можем понести их невыносимое бремя. Помилуй нас, помилуй нас, милосерднейший Отче, ради Сына Твоего Господа нашего Иисуса Христа. Прости нам прежде соделанное нами и даруй нам всегда служить и благоугождать Тебе в обновлённой жизни, к чести и славе Твоего имени. Через Господа нашего Иисуса Христа.»
14 Священник встаёт и читает над коленопреклоненными причастниками молитву отпущения грехов: «Всемогущий Бог, наш небесный Отец, по Своей великой милости обещавший прощение грехов всем, с сердечным покаянием и истинной верой обратившимся к Нему, да помилует вас, да простит и отпустит вам все грехи, утвердит и укрепит вас в ваших добродетелях, и введёт вас в жизнь вечную через Христа Господа нашего»
15 Священник произносит «утешительные слова»: Мф. 11:28, Ин. 3:16, 1Тим. 1:15, 1Ин. 2:1
16 Анафора
- Диалог священника и народа: «Горе имеем сердца» — «Имамы ко Господу», «Благодарим Господа» — «Достойно и праведно есть»
- Священник, обратившись к святому столу, читает префацию,
- Священник и народ читают или поют: «Свят, свят, свят Господь Сафаоф»
- 2-я интерцессия (обычно называется Prayer of Humble Access) — молитва о достойном принятии Тела и Крови Христовых — читается коленопреклоненным священником
- Священник преломляет хлеб и возносит потир, читая молитву освящения (анамнесис с установительными словами)

17 Причащение духовенства и мирян под двумя видами. Тело Христово преподаётся со словами: «Тело Господа нашего Иисуса Христа, за тебя преданное, да сохранит тело и душу твою в жизнь вечную: приими и ешь это в воспоминание, что Христос умер за тебя и напитайся Им в сердце своем верою с благодарением», а Кровь — «Кровь Господа нашего Иисуса Христа, за тебя пролитая, да сохранит тело и душу в жизнь вечную; пей это в воспоминание, что кровь Христова пролилась за тебя, и пребудь благодарен». Оставшиеся Дары полагаются на святой стол и покрываются полотном, после литургии их потребляет священник, сохранение запасных Даров не предполагается. Книга общих молитв предписывает причастникам принимать Дары коленопреклоненными.
18 «Отче наш» читается священником, каждое прошение повторяется народом
19 Благодарственная молитва после причащения
20 Священник и народ поют или читают Gloria in Excelsis Deo
21 Заключительное благословение: «Мир Божий, превосходящий всякое разумение, да сохранит ваши сердца и мысли в познании и любви Бога и Сына Его Иисуса Христа Господа нашего. Благословение Всемогущего Бога, Отца и Сына и Святого Духа, да будет с вами и пребудет с вами присно.»

## Различные трактовки сути таинства
Авторы «39 Статей» и «Книги общих молитв» очень осторожно трактовали суть таинства евхаристии. По их мнению, евхаристия — таинство, участвующие в котором «праведно, достойно и с верою» действительно причащаются Тела и Крови Христовой (ст. 28). При этом не принимается термин «пресуществление», поскольку «не может быть подтвержден Священным Писанием, противоречит ясным словам Писания, искажает природу таинства и даёт повод для многочисленных суеверий» (ст. 28). При этом «Тело Христово даётся, принимается и вкушается на Вечере только в небесном и духовном смысле. Средство, которым Тело Христово принимается и съедается на Вечере, есть вера» (ст. 28). Таким образом, «39 статей» не принимают, с одной стороны, пресуществления в его схоластическом католическом понимании, а, с другой стороны, опровергают крайние протестантские воззрения на евхаристию как символический обряд. Весь спектр мнений, лежащий между этими двумя крайностями, соответствует духу и букве «39 статей» и «Книги общих молитв». Иллюстрацией осторожной, равноудалённой от любых крайностей, трактовки евхаристии служит афоризм, приписываемый Джону Донну или Елизавете I: «He was the Word that spake it; He took the bread and brake it; And what that Word did make it, I do believe and take it»
В связи с этим, в современном англиканстве сосуществуют такие разные трактовки евхаристии как пресуществление (толкуемое в более осторожном варианте, чем в католицизме), соединение в таинстве (консубстанция, то есть хлеб и вино не изменяют своей природы, но совместно с ними в таинстве реально присутствует Тело и Кровь Христовы) и мемориализм (воспоминание, то есть реального присутствия Тела и Крови в таинстве нет, но причастники делаются участниками Тайной Вечери в символическом и духовном смысле). Условно можно сказать, что первые два термина принимаются приходами Высокой церкви, последнее — Низкой.
Соответственно с различными трактовками таинства разнится и порядок совершения литургии в приходах. В Высокой церкви литургия является главным ежедневным богослужением, сопровождается рядом обрядов, заново заимствованных в XIX веке из католической практики. В ряде приходов Высокой церкви литургия совершается на алтаре в восточной части храма; на алтаре помещаются табернакль (дарохранительница), распятие и свечи; одеяние священнослужителей схоже с католическим; в обиход возвращены ряд католических песнопений (например, Agnus Dei); запасные Дары хранятся постоянно на алтаре, и им воздаётся должное поклонение.
В Низкой церкви, напротив, литургия совершается редко (раз в месяц или даже в квартал); убранство «святого стола» сводится исключительно к патене и потиру; нередко священник служит литургию в повседневной одежде. 

## Современная практика
В 1927 году была предпринята попытка ввести в богослужение новую Книгу общих молитв, делавшую практику Высокой церкви обязательной для всей Церкви Англии. Британский парламент так и не одобрил эту книгу, и официально она не была введена в практику. Тем не менее, во многих церквах Англиканского сообщества Книга общих молитв 1927 года или книги на её основе официально сменили Книгу общих молитв 1662 года; в самой Церкви Англии это изменение произошло во многих приходах, без санкции парламента. Порядок литургии по Книге общих молитв 1927 года схематически можно представить так:
1. Литургия Слова (может дополняться покаянным чином из Книги общих молитв 1662 года):
- тринитарная формула («Во имя Отца, и Сына, и Святого Духа»),
- вступительная молитва,
- Gloria in Excelsis Deo,
- Kyrie eleison (или Трисвятое),
- Коллекта дня
- Чтения из Писаний (Апостол и Евангелие, может добавляться третье — из Ветхого завета) с псалмом или библейской песней.
- Проповедь
- Апостольский, Никейский или Афанасьевский Символ веры.
- Общая молитва
- Общая исповедь и отпущение грехов
- Благословение мира

2. Офферторий (с молитвой священника, в это же время осуществляется сбор пожертвований)
3. Евхаристический канон:
- Диалог священника и народа «Горе имеем сердца» — «Имамы ко Господу», «Благодарим Господа» — «Достойно и праведно есть»
- Префация
- «Свят, свят, свят Господь Саваоф… Благословен Грядый во имя Господне» (то есть Sanctus и Benedictus),
- Установительные слова
- Анамнесис (в оригинале называется Приношение (англ. Oblation))
- Эпиклеза (призывание Святого Духа для освящения Даров, в оригинале называется англ. Invocation)

4. Причащение
- Отче наш
- Молитва о достойном причащении (англ. Prayer of Humble Access)
- Agnus Dei
- Причащение духовенства и мирян под двумя видами
- Благодарственная молитва после причащения
- Заключительное благословение.

Изменения по сравнению с Книгой общих молитв 1662 года значительны:
1. Gloria in Excelsis Deo и Kyrie eleison перемещены на то место, какое они занимают на католической мессе; к ним может добавляться византийское Трисвятое, практически неизвестное в западных литургических обрядах (за исключением мосарабского в праздничные дни и несохранившегося галликанского; в римском же обряде его можно услышать лишь раз в году – во время богослужения Страстной Пятницы).
2. Офферторий сопровождается молитвой, ранее исключённой по идеологическим соображениям английскими реформаторами.
3. Структура евхаристического канона приближена к анафоре византийского обряда, смысловой акцент сделан не на установительных словах (как на мессе), а на эпиклезе. Более того, согласно отдельным служебникам, только эпиклеза, без слов установления, достаточна для освящения Даров.

Книга общих молитв 1662 года прямо не предписывала соблюдение евхаристического поста, но он сохранялся в Церкви Англии до XVIII века. В XIX веке, под влиянием деятелей Оксфордского движения, обычай евхаристического поста стал всеобщим, хотя его несоблюдение не может служить причиной для отказа в участии в литургии. В настоящее время евхаристический пост по обычаю продолжается с полуночи до момента причащения.